# Hwang Chan-sung
Hwang Chan-sung (황찬성?, 黃燦盛?; Seul, 11 febbraio 1990) è un cantante e attore sudcoreano, membro della boy band sudcoreana 2PM.

## Biografia
Hwang Chan-sung nasce a Seul nel 1990. Studia alla Korean Art High School e alla Howon University.

## Carriera
Prima di entrare a far parte dei 2PM, Hwang Chan-sung era stato un attore televisivo, ed aveva debuttato nel 2006 nel drama televisivo della KBS2 Geochim-eobs-i high kick! e nel film Jungle Fish. È sempre in questo periodo che partecipa al reality show Superstar Survival, a cui prendono parte anche i suoi futuri colleghi Lee Jun-ho e Ok Taec-yeon.
Nel 2008 prende parte a Hot Blood Men in onda su Mnet che segue la preparazione dei tredici componenti della boy band One Day. Il gruppo si scinde in due gruppi, 2AM e 2PM, e Hwang Chan-sung prende parte proprio di quest'ultimo. Sei mesi dopo che la trasmissione di Hot Blood, i 2PM debuttano con il singolo 10 Points Out of 10 Points estratto dal loro primo EP Hottest Time of the Day.

## Filmografia

### Cinema
- Red Carpet, regia di Park Bum-Soo (2014)
- Deok-su-ri 5 hyeong-je, regia di Hyung-jun Jeon (2014)
- Wasure yuki, regia di Sang-hee Han (2015)
- Rose and Tulip, regia di Teruo Noguchi (2019)

### Televisione
- Geochim-eobs-i high kick! (High Kick!) – serial TV, 5 episodi (2006)
- Dream High (Deurim hai) – serial TV, episodio 1x12 (2011)
- Kaitô Royale – serial TV, 5 episodi (2011)
- 7geup gongmu-won – serial TV, episodi 1x01-1x02 (2013)
- Deurama seupesyeol – serial TV, episodio 4x10 (2013)
- Perhaps Love – serial TV (2014)
- Dream Knight – serial TV, episodio 1x12 (2015)
- Uk-ssi Nam Jeong-gi – serial TV, 16 episodi (2016)
- Nangman doctor Kim Sa-bu – serial TV, 3 episodi (2016)
- Susanghan partner (Soosanghan Pateuneo) – serial TV, episodi 1x01-1x02 (2017)
- 7ir-ui wangbi – serial TV, 13 episodi (2017)
- Kwinka Meikeo – miniserie TV (2018)
- Kimbiseoga wae geureolkka – serial TV, 16 episodi (2018)
- Jinsimi Dadda – serial TV, episodi 1x03-1x05 (2019)
- My Holo Love (Na hollo geudae) – serial TV, 12 episodi (2020)
- Binsenjo – serial TV, episodio 1x12 (2021)
- Geuraeseo naneun antipaen-gwa gyeolhonhaetda – serial TV, 16 episodi (2021)
- Bo-ra! Deborah (보라! 데보라?) – serial TV (2023)